# TBN 차차차 (강원주말)
김을지의 주말 TBN 차차차는 TBN 강원교통방송(원주 FM 105.9MHz, 춘천 FM 103.7MHz, 강릉 FM 105.5MHz, 양양 FM 95.1MHz, 동해 FM 95.3MHz, 평창 FM 89.3MHz)에서 주말 낮 12시부터 낮 1시 53분까지 방송되는 강원권 지역의 라디오 음악 프로그램이다.

## 방송내용안내

### 토요일
- 안전의 세계 : 안전하고 요긴한 안전상식과 교통상식 함께 알아봐요~
- 음악 다방 : 7080 그때 그시절 가수의 추억이야기와 히트곡
- 주라주라 퀴즈 : 신나는 주말, 가볍고 행복한 퀴즈가 있는 시간!
- 토요일 토요일은 즐거워 : 청취자 신청곡 이어듣기

### 일요일
- 안전의 세계 : 안전하고 요긴한 안전상식과 교통상식 함께 알아봐요~
- 음악 다방 : 7080 그때 그시절 가수의 추억이야기와 히트곡
- 딱!쓰리 : 생활 속 유용한 정보를 3가지로 정리한 꿀팁 소개 (리포터 출연)
- 일요일 일요일은 즐거워 : 청취자 신청곡 이어듣기